# Ipsnola sextuberculata
Ipsnola sextuberculata är en insektsart som beskrevs av Victor Antoine Signoret 1885. Ipsnola sextuberculata ingår i släktet Ipsnola och familjen Derbidae. Inga underarter finns listade i Catalogue of Life.